# Tempursari (Sambi)
Tempursari is een bestuurslaag in het regentschap Boyolali van de provincie Midden-Java, Indonesië. Tempursari telt 3118 inwoners (volkstelling 2010).